# Simeon De Witt

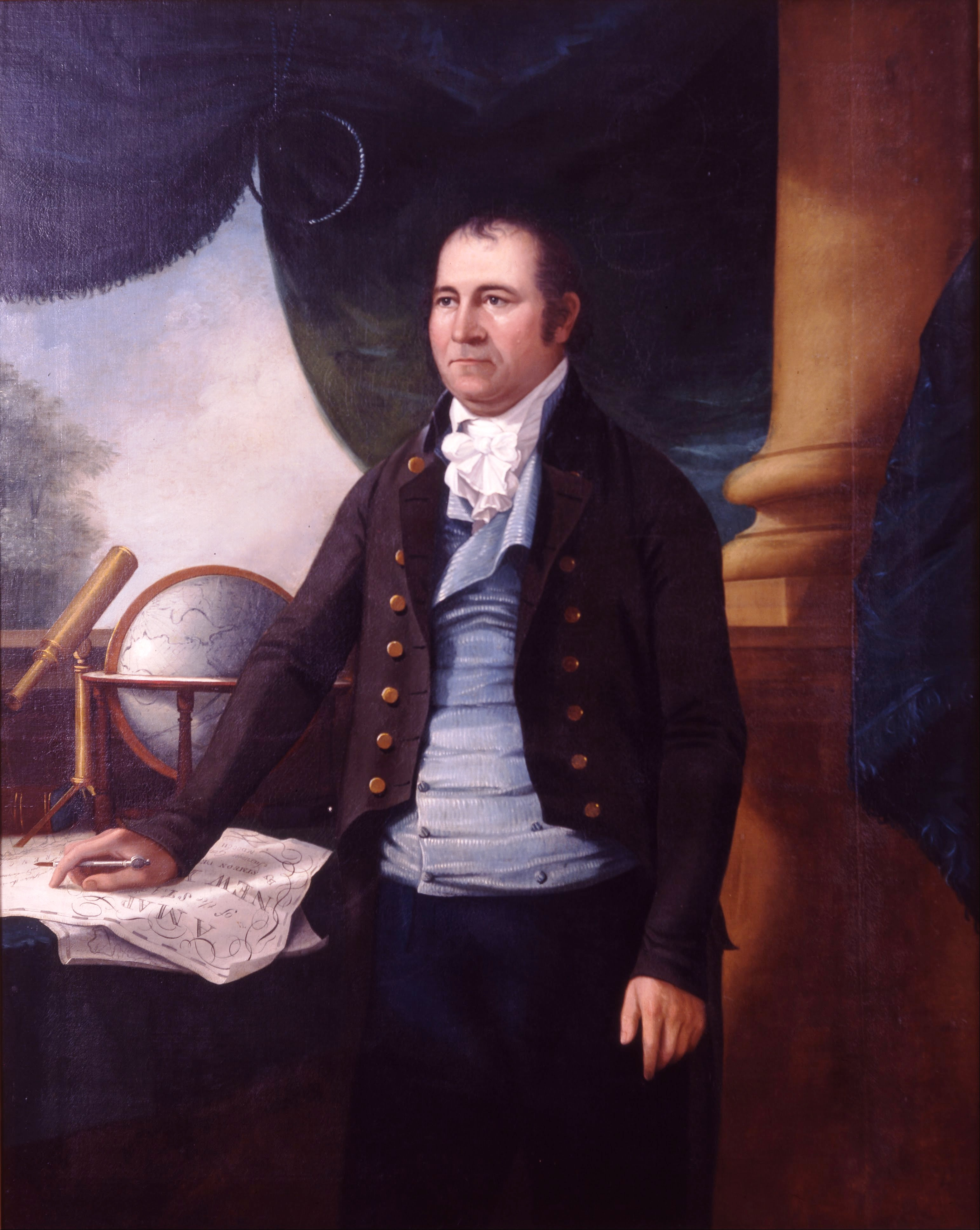
Simeon De Witt, Gemälde von Ezra Ames

Simeon De Witt (* 1756 in Wawarsing, Ulster County, Provinz New York; † 1834 in Ithaca, New York) war ein britisch-amerikanischer Geograph. Er war Geographer and Surveyor-General of the Continental Army während der amerikanischen Revolution. De Witt, einer der drei damaligen Commissioners New Yorks, beauftragte ab 1807 den Geodäten John Randel jr. mit den Arbeiten für den Commissioners’ Plan von 1811. Zu der dreiköpfigen „Kommission“ gehörten noch Gouverneur Morris und der Anwalt John Rutherfurd.

## Schriften
- From Bladensburgh to near Alexandria past Georgetown. 1781?
- A map of Stephen Moore’s land at West Point. 1783
- A plan of the city of Albany, 1794. Neu aufgelegt: Historic Urban Plans, Ithaca, N.Y., 1968
- A map of the State of New York. Albany 1802
- A map of the State of New York. Albany? 1804
- The elements of perspective. H. C. Southwick, Albany 1813
- Considerations on the necessity  of establishing an agricultural college, and having more of the children of wealthy citizens, educated for the profession of farming. Websters and Skinners, Albany 1819